# ファインセラミックスセンター
座標: 北緯35度7分52.6秒 東経136度54分44.3秒 / 北緯35.131278度 東経136.912306度

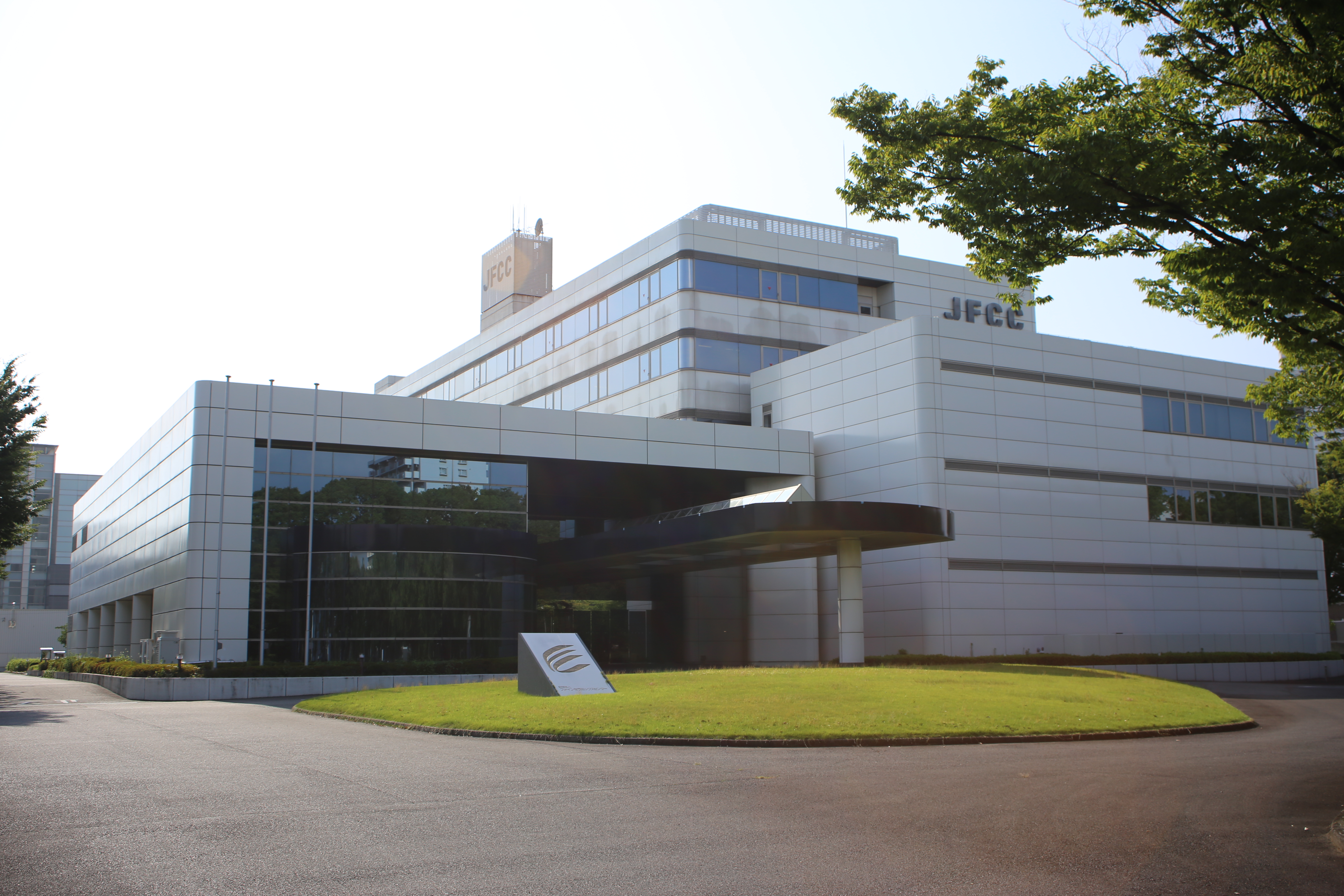
ファインセラミックスセンター（2017年7月）

一般財団法人 ファインセラミックスセンター（略称：JFCC）は、ファインセラミックスに関する研究、試験、評価を行うわが国唯一の公益法人の「試験研究所」として、1985年5月に設立された。そして、2002年に「試験研究所」は「材料技術研究所」に呼称を変更し、研究開発を主体としたCOE (Center of Excellence) を目指す研究機関となった。さらに、2007年には、2つ目の研究所として「ナノ構造研究所」を新設した。ナノ構造研究所の研究分野を、世界トップレベルの透過型電子顕微鏡（高分解能収差補正走査透過電子顕微鏡（Cs補正-STEM）、ホログラフィー電子顕微鏡、及び環境制御型電子顕微鏡 (E-TEM)）を駆使した「微構造解析技術」と第一原理計算を主とする「計算材料設計技術」に特化し、特徴のある新しい研究所としてスタートさせた。
JFCC全体としては、材料技術研究所とナノ構造研究所とのコラボによって、「先進的TEMによる微構造解析」、「理論計算による材料設計」そして「ナノ材料プロセスを中心とする先進プロセス開発」を実施することにより、基盤研究成果を着実に材料イノベージョンのソリューションに結びつけるための研究開発を行うことを基本コンセプトとした。
JFCCの事業理念は、“常に技術を利用する側の立場に立つ”である。そのため、“応用先を見据え、基礎のしっかりした世の中に役立つ研究開発をおこなう”ことが一番大切なことだと考えている。現在、『研究開発事業』を中心に『技術基盤整備事業（標準物質の頒布）』、『中小企業振興事業』、『普及啓発事業（毎年、東京、名古屋でJFCC研究成果発表会を開催など）』、『国際交流事業（国際シンポジウムの開催、海外研究機関との提携など）』の5つの事業に取り組んでいる。

## 沿革
- 1985年 - ファインセラミックスの研究・試験・評価を行う公益法人設立
- 1987年 - 試験研究所竣工、本格事業開始
- 2002年 - 材料技術研究所に改称
- 2007年 - ファインセラミックスセンター内にナノ構造研究所設立
- 2012年 - 一般財団法人に移行

### 役員
- 理事長・常勤理事

| 1985年～1992年 | 岩田弍夫 |
| 1992年～1998年 | 土方武   |
| 1998年～2002年 | 佐波正一 |
| 2002年～2009年 | 瀬谷博道 |
| 2009年～2019年 | 庄山悦彦 |
| 2019年～       | 十倉雅和 |

| 1985年～1991年 | 森田正俊 |
| 1991年～2003年 | 大橋正昭 |
| 2003年～2010年 | 野嶋孝   |
| 2010年～2015年 | 岡本一雄 |
| 2015年～       | 服部哲夫 |